# 1905 dans le catholicisme
Chronologie du catholicisme
- 1901
- 1902
- 1903
- 1904
- 1905
- 1906
- 1907
- 1908
- 1909

Cet article présente les faits marquants de l'année 1905 dans le catholicisme.

## Évènements
- 15 avril : Acerbo Nimis, encyclique de Pie X sur l'enseignement de la doctrine chrétienne.
- 1er au 4 juin : Congrès eucharistique international à Rome en présence du pape Pie X.
- 11 juin : Il Fermo Proposito, encyclique de Pie X sur l'Action Catholique ou Action des Catholiques.
- 3 juillet : En France, vote de la loi de séparation des Églises et de l'État  mettant fin au Régime concordataire français négocié en 1801 entre le gouvernement de Napoléon Bonaparte et le pape Pie VII.
- 11 décembre : Création de 4 cardinaux par Pie X

## Naissances
- 25 janvier : Maurice Roy, cardinal canadien, archevêque de Québec († 24 octobre 1985)
- 26 janvier : John Heenan, cardinal britannique, archevêque de Westminster († 7 novembre 1975)
- 21 février : Jean Fleury, prêtre jésuite et résistant français, Juste parmi les nations († 4 décembre 1982)
- 25 février : Lucien Bernard Lacoste, prélat et missionnaire français en Chine et en Thaïlande († 14 août 1989)
- 6 mars : Bienheureuse Marie Ange de Saint Joseph, religieuse et martyre espagnole († 24 juillet 1936)
- 18 mars : Thomas Philippe, prêtre dominicain français, condamné pour abus sexuels († 4 février 1993)
- 26 mars : Štěpán Trochta, cardinal tchèque, évêque de Litoměřice († 6 avril 1974)
- 2 avril : Francis-Albert Bougon, prélat français, évêque de Moulins († 26 novembre 1986)
- 16 avril : Paul-Pierre Philippe, cardinal français de la Curie, précédemment archevêque titulaire d'Héracléopolis Magna (de) († 9 avril 1984)
- 14 mai : Jean Daniélou, cardinal et théologien français, membre de l'Académie française, précédemment archevêque titulaire de Tauromenium (de) († 20 mai 1974)
- 18 mai : Francesco Carpino, cardinal italien, archevêque de Palerme, précédemment archevêque titulaire de Nicomédie (de) puis de Serdica (de) († 5 octobre 1993)
- 30 mai : Bienheureux Pere Tarrés i Claret, médecin et prêtre espagnol († 31 août 1950)
- 31 mai : François Hertel, prêtre, écrivain, philosophe et enseignant canadien († 4 octobre 1985)
- 12 juin : 
  - Bienheureux Joseph Kut, prêtre et martyr polonais du nazisme († 18 septembre 1942)
  - Vincent Serralda, prêtre traditionaliste français († 20 septembre 1998)
- 7 juillet : Jean Guyot, cardinal français, archevêque de Toulouse, précédemment évêque titulaire d'Hélénopolis-en-Palestine (de) puis évêque de Coutances et Avranches († 1er août 1988)
- 19 juillet : 
  - Bienheureux Giuseppe Girotti, prêtre dominicain, bibliste, Juste parmi les nations et martyr italien du nazisme († 1er avril 1945)
  - René Voillaume, prêtre et fondateur français († 13 mai 2003)
- 28 juillet : François Varillon, prêtre jésuite, théologien et auteur français († 17 juillet 1978)
- 3 août : Franz König, cardinal autrichien de la Curie, archevêque de Vienne († 13 mars 2004)
- 12 août : Hans Urs von Balthasar, cardinal et théologien suisse († 26 juin 1988)
- 31 août : Giuseppe Mojoli (en), prélat italien, diplomate du Saint-Siège et archevêque titulaire de Larissa-en-Thessalie († 9 mars 1980)
- 9 septembre : Albert-Félix de Lapparent, prêtre, paléontologue et géologue français († 28 février 1975)
- 18 septembre : Joseph Van Hecken, prêtre, mongoliste, sinologue et missionnaire belge en Chine († 31 août 1988)
- 2 octobre : Franjo Šeper, cardinal croate de la Curie († 30 décembre 1981)
- 11 octobre : Jean-Marie Villot, cardinal français de la Curie, cardinal-secrétaire d’État († 9 mars 1979)
- 13 octobre : Jean Rupp, prélat français, diplomate du Saint-Siège et archevêque titulaire de Dionysiopolis (de) († 28 janvier 1983)
- 15 octobre : Martino Giusti, prélat italien de la Curie († 1er décembre 1987)
- 26 octobre : George Flahiff, cardinal canadien, archevêque de Winnipeg († 22 août 1989)
- 30 octobre : Maurice Nédoncelle, prêtre et philosophe français († 27 novembre 1976)
- 5 novembre : Paul Laizé, prêtre et humanitaire français († 10 juillet 1988)
- 29 novembre : Marcel Lefebvre, prélat traditionaliste français, archevêque de Dakar, puis archevêque-évêque de Tulle, fondateur de la Fraternité sacerdotale Saint-Pie-X († 25 mars 1991)
- 4 décembre : Antonio Samorè, cardinal italien de la Curie, précédemment diplomate du Saint-Siège et archevêque titulaire de Ternobus (de) († 3 février 1983)
- 25 décembre : Sergio Guerri, cardinal italien de la Curie, précédemment archevêque titulaire de Trevi (de) († 15 mars 1992)
- 31 décembre : Bienheureux Mariano de la Mata Aparicio, prêtre espagnol († 5 avril 1983)
- Date précise inconnue : Denys Moussavou, prêtre congolais († 30 août 1997)

## Décès
- 1er janvier : 
  - Benoît Langénieux, cardinal français, archevêque de Reims (° 15 octobre 1824)
  - Bienheureux Valentin Paquay, prêtre franciscain belge mort en odeur de sainteté (° 17 novembre 1928)
- 13 janvier : Alfred Auger, prêtre, historien et moraliste belge (° 27 février 1865)
- 25 janvier : Joseph von Schork, prélat allemand, archevêque de Bamberg (° 7 décembre 1829)
- 6 février : 
  - Bienheureuse Marie-Thérèse Bonzel, religieuse allemande, fondatrice des Pauvres sœurs Franciscaines de l'Adoration Perpétuelle (° 17 septembre 1830)
  - Joseph Roux, prêtre et philologue français, poète de langue occitane (° 19 avril 1834)
- 17 février : Paul Paris-Jallobert, prêtre et historien français (° 28 août 1838)
- 23 février : Charles-Évariste-Joseph Cœuret-Varin, prélat français, évêque d'Agen (° 21 août 1838)
- 12 mars : Saturnin López Novoa, prêtre espagnol, fondatrice des Petites Sœurs des personnes âgées abandonnées, vénérable (° 29 novembre 1830)
- 17 mars : Bienheureux Jean Népomucène Zegri y Moreno, prêtre espagnol, fondateur des Sœurs de la charité de Notre-Dame de la Merci (° 11 octobre 1831)
- 4 avril : Alphonse Favier, prélat et missionnaire français, vicaire apostolique du Tché-Ly septentrional et évêque titulaire de Pentacomia (de) (° 22 septembre 1837)
- 7 avril : Bienheureuse Maria Assunta Pallotta, religieuse, missionnaire en Chine et martyre italienne (° 20 août 1878)
- 14 avril : Jean-André Soulié, prêtre, botaniste et missionnaire français assassiné au Tibet (° 6 octobre 1858)
- 18 avril : Andrea Aiuti, cardinal italien, diplomate du Saint-Siège et archevêque titulaire d'Achrida (de) puis de Damiette (de) (° 17 juin 1849)
- 22 avril : Eugène Bossard, prêtre, polémiste et écrivain français (° 31 octobre 1853)
- 11 mai : Bienheureux Zéphyrin Namuncurá, séminariste salésien argentin (° 26 août 1886)
- 13 mai : Mathieu Victor Balaïn, prélat français, archevêque d'Auch (° 27 mai 1828)
- 19 mai : Dalmace Leroy, prêtre dominicain et auteur français (° janvier 1828)
- 1er juin : Saint Jean-Baptiste Scalabrini, prélat italien, évêque de Plaisance, fondateur des Missionnaires de Saint-Charles (° 8 juillet 1839)
- 5 juin : Bienheureuse Marguerite Szewczyk, religieuse et cofondatrice polonaise (1828)
- 26 juillet : Jules Dubernard, prêtre et missionnaire français assassiné au Tibet (° 8 août 1840)
- 29 juillet : Onésime Cresté, prêtre, éducateur et musicien français (° 11 février 1853)
- 7 août : Victor Delannoy, prélat français, évêque d'Aire (° 30 juin 1824)
- 9 août : Placide-Louis Chapelle, prélat et missionnaire français, archevêque de La Nouvelle-Orléans, précédemment évêque titulaire d'Arabissus (de), archevêque titulaire de Sébaste (de) puis archevêque de Santa Fe (° 28 août 1842)
- 7 septembre : 
  - Amédée Guillotin de Corson, prêtre et historien français, spécialiste de la Bretagne (° 26 mai 1837)
  - Raffaele Pierotti, cardinal italien de la Curie (° 1er janvier 1836)
- 23 septembre : Bienheureux François de Paula Victor, prêtre brésilien (° 12 avril 1827)
- 25 septembre : Charles-Pierre-François Cotton, prélat français, évêque de Valence (° 4 décembre 1825)
- 25 octobre : Jean Lanusse, prêtre français, aumônier de l'école militaire Saint-Cyr (° 2 janvier 1818)